# 薛索儿
薛索儿（？—466年），河东郡汾阴县（今山西省运城市万荣县）人，出自河东薛氏南祖，刘宋官员。

## 生平
薛索儿是薛安都的堂侄，在宋前废帝景和年间，出任前军将军、直阁，跟随宋前废帝诛杀公卿大臣，获封武安县男，食邑三百户。宋明帝即位，薛索儿出任左将军，仍为直阁。当时薛安都起兵支持晋安王刘子勋，反对宋明帝，就派秘密使者送信给薛索儿，又派几百人到瓜步迎接薛索儿。泰始二年（466年）正月，薛索儿、柳光世都在宫禁之中，薛安都的使者送信催促他们赶紧离去，二人都从宫禁中逃出，带着薛安都的儿子们和家眷财产一起逃向北方。青州刺史沈文秀、冀州刺史崔道固也都一起起兵反对宋明帝。沈文秀派刘弥之、张灵庆、崔僧琁三支军队，崔道固派儿子崔景徽与傅灵越率领人马，都响应薛安都。刘弥之等人向南进攻下邳，傅灵越从泰山方向进攻彭城。当时济阴郡太守申阐占领睢陵城响应宋明帝，薛索儿率领傅灵越等人进攻申阐。薛安都派女婿裴祖隆防守下邳城，刘弥之等人到下邳，突然改变计策归顺宋明帝，乘势进军进攻下邳的裴祖隆。崔僧琁不同意，率领部下投奔薛安都。薛索儿听说刘弥之有异心，丢下睢陵城迅速赶到下邳，进攻刘弥之，刘弥之战败后逃到北海郡防守。
当时宋明帝任命申令孙出任徐州刺史，代替薛安都。申令孙前进占据淮阳，暗中有反叛宋明帝的心思，派人告诉薛索儿说：“我想和你们一起共同行动，但是一百多家人在京城。你们可以进军进攻我，如果我被击败被你们抓住，我的家人能免除灾难。”薛索儿于是派傅灵越向淮阳进军，申令孙出城，假装抵御敌人，不久奔跑逃散，朝北向着薛索儿投降。薛索儿因为睢陵城久攻不下，就让申令孙进城劝说申阐投降。申阐投降之后，薛索儿抓住申令孙和申阐，把他们都杀了。薛索儿于是率领骑兵和步兵一万多人从睢陵渡过淮河，军中粮食不足，就掠夺老百姓的谷子和麦子。宋明帝派萧道成率领前将军张永、宁朔将军垣山宝、王宽、员外散骑侍郎张寘震、萧顺之、龙骧将军张季和、黄文玉等各路军队北伐薛索儿。薛索尔进攻刘宋中央军，杀死军主孙耿，又纵兵逼近张永的大营，张永告急。宋明帝听说薛索儿的军队渡过淮河，于三月丙申（466年4月9日）诏令南徐州刺史、桂阳王刘休范统帅北讨诸军事，前往广陵，又追令萧道成去救援张永。五月，萧道成率军驻扎在破釜，薛索儿攻向钟离，张永派遣宁朔将军王宽据守盱眙，截断薛索儿的归路，长水校尉全景文率领水军截断了薛索儿的运粮通道。薛索儿击败了中央军军主高道庆的部队，又向石鳖进发，将要西归。王宽与军主任农夫抢先占据白鹄涧，张永派遣萧道成飞马前往督促王宽作战，薛索儿便从东侧截击萧道成，阻止萧道成前进。萧道成布阵敲鼓进发，径直进入王宽营地，薛索儿望见不敢行动。经过几天后，薛索儿率领军队屯扎在石梁，萧道成追赶到葛冢，侦查骑兵报告说薛索儿已经到了，萧道成于是把军队屯扎在引管，用两队骑兵在大营外列阵等待。不一会儿，薛索儿的骑兵和步兵大批赶到，又推动几道点燃的战车进攻。两军相持几天，萧道成又派轻兵攻击薛索儿西侧，命令骑兵合击薛索儿后方，于是薛索儿大败，萧道成乘胜追击，缴获很多兵器和仪仗。萧道成又进军屯驻在石梁涧北，薛索儿派遣上千人夜间偷袭营地，萧道成军营中惊慌，萧道成却安卧不起，传令左右各部都不要乱动，没多久薛索儿的军队就散去。萧道成在军中商议在石梁西南高地修筑壁垒沟通南道，以切断薛索儿的退路，薛索儿果然前来争夺，萧道成就率军击败薛索儿，薛索儿的人马自相践踏死者无数。薛索儿逃往钟离，追赶到黯黮才返回。薛索儿的军队中没有军需物资，依靠的只是那些人野外掠夺的东西，受到攻击，无法防守，于是逃走溃败，薛索儿逃到乐平县境内，被申令孙的儿子申孝叔斩首。